# 福岡第一師範学校
福岡第一師範学校 （ふくおかだいいちしはんがっこう） は第二次世界大戦中の1943年 （昭和18年） に、福岡県に設置された師範学校である。
本項は、福岡県福岡師範学校・福岡県女子師範学校などの前身諸校を含めて記述する。

## 概要
- 福岡県福岡師範学校・福岡県女子師範学校の統合・官立移管により設置され、男子部・女子部を置いた。
- 1873年 （明治6年） 創設の学科取調所を起源とする。
- 第二次世界大戦後の学制改革で新制福岡学芸大学 （現・福岡教育大学） の母体の一つとなった。

## 沿革

### 旧・福岡県立、小倉県立、三潴県立期

#### 福岡県教員伝習所
- 1873年（明治6年）
  - 2月18日： 旧・福岡県、旧藩校 修猷館内に数学所を設置[1]。
    - 福岡 大名町 （現・福岡市中央区赤坂1丁目）。修学期間3ヶ月。入学資格は、和漢の歴史に略通し外国語が堪能な者。
    - 教員養成機関だが、洋式数学を特徴としたため 「数学所」 と呼称された。

  - 3月5日： 旧・福岡県、旧・修猷館内に学科取調所を設置。
    - 修学期間3ヶ月、入所資格21歳-33歳[2]。
- 1874年（明治7年）
  - 4月4日： 旧・福岡県、文部省に 「教員伝習所伺」 を提出。
  - 5月8日： 文部省、教員伝習所の設立を認可[3]。
  - 7月5日： 教員伝習所の開設布達 （学科取調所から改称）。修業期間100日、入所資格20歳-35歳。
- 1875年（明治8年）5月28日[4]： 附属小学校を設置。

#### 小倉県教員伝習所・小学教員養成所
- 1874年（明治7年）6月27日： 小倉県、小倉室町に教員伝習所を設置[5]。
- 1875年（明治8年）
  - 3月15日： 教員伝習所を廃止し、豊津の育徳学校に小学教授法伝習部を附設。
  - 12月： 小学教員養成所と改称 （修業年限1年）[6]。
- 1876年（明治9年）4月18日： 小倉県が福岡県に併合されたのに伴い、福岡県に移管。

#### 三潴県久留米小学教師伝習学校・柳河小学校教師伝習学校
- 1875年（明治8年）8月： 三潴県、久留米小学校教師伝習学校・柳河小学校教師伝習学校を設置。
- 1876年（明治9年）
  - 6月： それぞれ久留米師範学校・柳河師範学校と改称。
  - 8月21日： 三潴県が福岡県に併合されたのに伴い、福岡県に移管。

### 福岡県立期

#### 旧・福岡師範学校、育徳学校小学師範科、久留米師範学校、柳河師範学校
- 1876年（明治9年）
  - 4月18日： 福岡県に小倉県を併合。
  - 7月26日[7]： 福岡県教員伝習所を福岡師範学校と改称。
- 1877年（明治10年）
  - 8月： 小倉県から移管された小学教員養成所を育徳学校小学師範科と改称。
  - 12月： 福岡師範学校の初代校長に橘公毅 （県学務課員）が任命される。
- 1879年（明治12年）
  - 5月： 福岡師範学校、規則を改正し、全寮制・修業年限2年となる。
  - 6月25日： 育徳学校小学師範科および久留米師範学校、柳河師範学校を廃止。
    - 県内師範学校を福岡に一本化した。なお、久留米師範学校は旧制福岡県立久留米中学校 （現・福岡県立明善高等学校） に、柳河師範学校は旧制福岡県立柳河中学校 （現・福岡県立伝習館高等学校） に転換された[8]。
- 1880年（明治13年）7月： 修猷館敷地内に校舎新築が落成。
- 1882年（明治15年）7月： 師範学校教則大綱に準拠[9]し、初等師範学科 （1年）・中等師範学科 （2年）・高等師範学科 （4年） を設置。

#### 福岡県尋常師範学校
- 1886年（明治19年）9月[10]： 師範学校令に準拠し、福岡県尋常師範学校と改称 （本科4年制）。
- 1887年（明治20年）9月： 女子部を設置 （4年制）。
  - 福岡 「区立女教師養成所」 （1883年8月設立、1884年6月廃止） の卒業生による女子部設立運動の成果[11]。
- 1889年（明治22年）3月： 大名町から荒戸町源光院跡の新校舎（現・福岡市中央区西公園、福岡教育大学附属福岡小学校・中学校所在地）に移転。
- 1892年（明治25年）： 女子部、3年制に短縮。

#### 福岡県師範学校、福岡県福岡師範学校
- 1898年（明治31年）4月1日： 師範教育令に準拠し福岡県師範学校と改称。
- 1903年（明治36年）
  - 4月： 女子部が福岡県女子師範学校として分離独立。当初は男子部と校舎を共用し、福岡県師範学校は男子校となった。
  - 5月27日： 建設中の女子師範新校舎、火災で焼失[12]。
- 1904年（明治37年）5月： 女子師範学校、早良郡鳥飼村の新校舎に移転し、荒戸校地は男子師範専用となった。
- 1906年（明治39年）10月28日： 寄宿舎3棟を焼失。（その後、1909年（明治42年）3月に復旧[13]。）
- 1908年（明治41年）
  - 3月[14]： 学則発布 （福岡県令第10号）により、本科第一部 （4年制。3年制高等小学校卒対象）・本科第二部 （1年制。中学校卒対象） を設置。
  - 4月： 福岡県小倉師範学校の創設[15]に伴い、 福岡県福岡師範学校と改称。
- 1918年（大正7年）5月： 生徒による放火事件が発生。寄宿舎西寮を焼失[16]。
- 1925年（大正14年）4月： 本科第一部を5年制に変更 （2年制高等小学校卒対象）。専攻科を設置。
- 1931年（昭和6年）1月： 本科第二部を2年制に延長。

#### 福岡県女子師範学校
- 1883年（明治16年）8月： 福岡高等小学校内に区立女教師養成所を併設。
- 1884年（明治17年）6月： 区立女教師養成所、廃止 （卒業者28名）。
- 1887年（明治20年）9月： 福岡県尋常師範学校に女子部を設置 （4年制）。区立女教師養成所卒業生による女子部設立運動の成果。
- 1892年（明治25年）： 女子部、3年制に短縮。
- 1902年（明治35年）5月： 福岡県女子師範学校1903年（明治36年）4月開校の旨、告示。
- 1903年（明治36年）
  - 4月1日： 福岡県師範学校から女子部が独立し、福岡県女子師範学校開校。
    - 当初は福岡市荒戸町 （現・福岡市中央区西公園） の福岡県師範学校と校舎共用[17]。
    - 初代校長： 園田定太郎。

  - 5月27日： 建設中の女子師範新校舎、火災で焼失。
- 1904年（明治37年）5月： 女子師範学校、早良郡鳥飼村大字鳥飼の新校舎（現・福岡市中央区鳥飼2丁目、福岡市立南当仁小学校・鳥飼県営住宅付近）に移転。
- 1908年（明治41年）
  - 3月[18]： 学則が制定され、本科第一部 （4年制。入学資格15歳-18歳）・本科第二部 （2年制。高等女学校卒対象） を設置。
  - 4月[19]： 附属小学校（現福岡教育大学附属久留米小学校の前身）を設置。
- 1910年（明治43年）4月： 本科第二部を1年制に短縮[20]。
- 1925年（大正14年）4月： 本科第一部を5年制に変更 （2年制高等小学校卒対象）。専攻科を設置。
- 1926年（大正15年）3月： 本科第二部を2年制に延長。

### 官立（国立）期

#### 福岡第一師範学校
- 1943年（昭和18年）4月1日： 福岡県福岡師範学校・福岡県女子師範学校を統合し、官立福岡第一師範学校を設置。
  - 旧福岡県福岡師範学校校舎に男子部、旧福岡県女子師範学校校舎に女子部を設置。
  - 本科 （3年制。中等学校卒対象）・予科 （2年制。高等小学校卒対象） を設置。
  - 初代校長： 中島正勝。
- 1945年（昭和20年）6月19日： 福岡大空襲で女子部および同附属国民学校、男子部附属国民学校校舎が全焼。
- 1946年（昭和21年）
  - 1月： 女子部、久留米市津福の旧陸軍兵舎跡（現・久留米市南町1丁目、福岡教育大学附属久留米小学校・中学校所在地）に移転。
  - 2月： 全寮制廃止。
- 1947年（昭和22年）
  - 4月： 男子部・女子部それぞれに附属中学校 （新制） を開設。
    - 現 福岡教育大学附属福岡中学校および附属久留米中学校。

  - 10月： 男女共学となる[21]。
- 1949年（昭和24年）5月31日： 新制福岡学芸大学発足。
  - 福岡第一師範学校は福岡第二師範学校・福岡青年師範学校と共に母体として包括された。
  - 旧男子部に福岡分校、旧女子部に久留米分校、旧第二師範男子部に小倉分校、旧第二師範女子部に田川分校、旧福岡青師に久留米分校分教場 （1950年6月、久留米分校に統合） を設置。
  - 大学本部は県立筑紫高等学校 （現・福岡県立筑紫丘高等学校） の旧校舎 （現・福岡市南区大橋、九州大学大橋地区[22]所在地） に置かれる予定だったが、高校側の反対に遭い、福岡分校に本部を仮設した。1952年（昭和27年）4月、筑紫丘高校の移転により、大学本部・後期課程は高校跡地に移転した。
- 1951年（昭和26年）3月： 福岡学芸大学福岡第一師範学校 （旧制）が廃止。

## 歴代校長
福岡県師範学校（前身諸校を含む）
- 橘公毅（初代校長）：1877年12月 - 1883年
- 星野彦三郎：
- 須田辰次郎：1885年 - 1887年
- 八重野範三郎：1887年4月7日[23] -
- 八重野範三郎：1892年4月1日 - 1893年10月23日
- 小泉又一：1893年11月3日 -
- 加藤常七郎：1897年8月28日 - 1898年12月22日
- 森本清蔵：1898年12月22日 - 1900年6月28日
- 園田定太郎：1900年6月28日 - 1906年12月6日
- 浜口庄吉：1906年12月6日 - 1912年10月2日
- 根岸福弥：1912年10月2日 -
- 野上源造：1923年3月31日[24] -

福岡県女子師範学校
- （兼） 園田定太郎：1904年1月27日 - 1905年4月7日
- 奥田教佶：1905年4月7日 - 1913年3月28日
- 永瀬伊一郎：1913年3月31日 -
- 金本正二：1921年3月31日[25] -

福岡第一師範学校
- 中島正勝:1943年4月1日[26] -
- 福田謹四郎:1945年4月1日 - 1945年7月25日[27]
- 池上弘:1945年7月25日[27] -
- 鶴田常吉：

## 校地の変遷と継承

### 福岡第一師範学校男子部
荒戸校地
前身の福岡県福岡師範学校から引き継いだ福岡市荒戸町 （現・中央区西公園） の校地を使用した。同校地は後身の新制福岡学芸大学に継承され、福岡分校となった （1949年（昭和24年）5月 - 1952年（昭和27年）4月の間は大学本部も置かれた）。同校地は1966年（昭和41年）11月に大学 （同年4月、福岡教育大学と改称） が現在の宗像市赤間に統合移転するまで使用された。旧荒戸校地は現在も、福岡教育大学附属福岡小学校・中学校が使用している。

### 福岡第一師範学校女子部
鳥飼校地
前身の福岡県女子師範学校から引き継いだ福岡市鳥飼町 （現・城南区鳥飼2丁目） の校地を使用した。旧鳥飼校地は現在、鳥飼県営住宅や福岡市立南当仁小学校 （1949年（昭和24年） - 1956年（昭和31年）の間は当仁中学校） が使用している。
久留米校地
第二次世界大戦末期、1945年（昭和20年）6月の空襲で女子部校舎・附属国民学校校舎を焼失し、1946年（昭和21年）に久留米市津福 （のちの西町、現・南町1丁目） の旧陸軍兵舎跡に移転した。久留米校地は後身の新制福岡学芸大学に継承され、久留米分校となった。同校地は1966年11月に宗像市赤間に統合移転するまで使用され、現在は福岡教育大学附属久留米小学校・中学校が使用している。

## 著名な出身者
- 安部清美 - 教育者、参議院議員。「土の教育」を実践。
- 瀧内正 - 都城市長
- 豊瀬禎一 - 教育者、参議院議員。
- 野口援太郎 - 教育者。大正自由教育運動を参照。
- 中村ハル - 中村学園 (福岡県)創始者。
- 矢野酉雄 - 教育者、雑誌編集者、参議院議員。
- 椎窓猛 - 詩人、作家

## 関連文献
- 平田宗史（著）・福岡教育大学後援会運営委員会（編）　『「師魂」の継承 : 福岡教育大学の過去・現在・将来』　梓書院、2006年8月。ISBN 487035277X
- 福岡市（編）　『福岡市史 : 第1巻 明治編』　福岡市、1959年3月。
- 福岡市（編）　『福岡市史 : 第7巻 昭和編 後編(3)』　福岡市、1974年5月。
- 福岡県教育百年史編さん委員会（編）　『福岡県教育百年史 : 第5巻 通史編 (1)』　福岡県教育委員会、1980年9月。
- 福岡県教育百年史編さん委員会（編）　『福岡県教育百年史 : 第6巻 通史編 (2)』　福岡県教育委員会、1981年3月。
- 『官報』